# Kuli-Koro-amarant
De Kuli-Koro-amarant (Lagonosticta virata) is een zangvogel uit de familie Estrildidae (prachtvinken).

## Verspreiding en leefgebied
Deze soort komt voor in zuidoostelijk Senegal en zuidelijk Mali.